# Cousinia libanotica
Cousinia libanotica är en växt i familjen korgblommiga växter som förekommer i Mellanöstern.
Arten är endast känd från några fyndplatser i Libanon samt i angränsande områden av Israel och Syrien. Den växer i bergstrakter mellan 1800 och 3000 meter över havet. Exemplaren ingår i gräsmarker och buskskogar. De blir upp till 80 cm höga. Växten blommar mellan juli och september.
Växten brukades under historien i den traditionella medicinen. Flera exemplar trampas ner av betesdjur. Beståndet hotas i viss mån av nya samhällen och vägar. IUCN listar arten som sårbar (VU).